# Parque Bicentenario
O Parque Bicentenario é um parque público de 30 hectares localizado na comuna de Vitacura, na cidade de Santiago, Chile.
A primeira etapa do projecto foi inaugurada em 2007, enquanto a segunda e final foi inaugurada em 2011, totalizando exactamente 314.314 m² de áreas verdes.
O parque faz parte da rede de parques ao longo da margem sul do rio Mapocho, fazendo fronteira com o Cicloparque Mapocho 42K, o Parque Monsenhor Escrivá de Balaguer e o Parque Titanium.

## Historia
O projeto é o resultado do concurso público convocado em 1998 por a municipalidade de Vitacura, para projetar um plano estratégico do desenvolvimento paisajístico e urbano de o, nesse então, Parque das Américas, na borda do Rio Mapocho.
A proposta ganhadora do concurso público foi a da arquitecto e paisagista chileno Teodoro Fernández Larrañaga. A construção da proposta se iniciou em 2006 e foi inaugurada em duas etapas. A primeira abriu-se a todo público em 2007 com uma extensão de 18 hectares. Enquanto para novembro de 2011, inaugura-se a segunda e última etapa tem 12 hectares, cujo desenho também esteve dirigido pela mesma equipa de arquitectura e paisajismo.

## Atractivos
O parque tem como núcleo central o Centro Cívico de Vitacura, um edifício que concentra os serviços públicos da comuna, e conta com um restaurante projetado por Smiljan Radic, duas lagoas artificiais, um catálogo de diversas árvores locais e espaços programáticos para desenvolver actividades de lazer.